# محمد محمود النجار
محمد محمود النجار (ولد في 9 فبراير 1969- بمركز كفر صقر بـ محافظة الشرقية في مصر). هو شاعر ومفكر إسلامي التحق للدراسة بالأزهر في سن مبكرة حيث كان عمره خمس سنوات، وقد ظل ينتقل في سلك التعليم الأزهري حتى حصل على ليسانس الشريعة والقانون عام 1991، عمل بعدها محاميا. في الوقت الذي كان ولا يزال يمارس الدعوة الإسلامية من خلال الدروس والمحاضرات وخطب الجمعة داخل مصر وخارجها. كما له عديد من المقالات المنشورة لدى مجلة الفرقان بدولة الكويت، وموقع صدى البلد بمصر، وشبكة الألوكة بالمملكة العربية السعودية.
وقد حصل على درجة الماجستير من جامعة المدينة العالمية بماليزيا عام 2013. كما حصل على الدكتوارة في الشريعة والقانون من الجامعة الإسلامية بروكسل عام 2022م.

## إصداراته
- كتاب (الأمة الإسلامية والقرن الحادي والعشرون) صدر عام 2000 عن دار الوفاء بمصر.
- كتاب (لماذا القرآن الكريم كلام الله) صدر عام 2006م عن نفس الدار.
- كتاب (الوسطية منهج حياة) عن وزارة الأوقاف بدولة الكويت عام 2011م،
- بحث (جمع الصلوات) عن نفس الجهة عام 2008م.
- ديوان شعر بعنوان (بكائية الوطن الأسير) صدر عام 2008م عن دار وعد بالقاهرة.
- بحث (محبة النبي صلى الله عليه وآله وسلم) عن وزارة الأوقاف بدولة الكويت عام 2015م
- كتاب (السفر أحكامه وآدابه) عن وزارة الأوقاف بدولة الكويت عام 2017م.